# Trésor de Misrata
Le trésor de Misrata est la plus importante découverte de pièces de monnaie datant de l'Empire romain,. Il a été mis à jour le 17 février 1981 et comporte 108 000 pièces. Son nom fait référence à Misrata, ville côtière située à 200 km à l'est de la capitale libyenne, Tripoli à proximité de laquelle il a été retrouvé. Le trésor y a été caché au IVe siècle, une période troublée de l'Empire romain, à l'intérieur d'un bâtiment en ruines. Ce trésor, analysé par une équipe de recherche italienne et conservé au musée archéologique de Leptis Magna, donne des informations sur la Libye antique et la période de la Tétrarchie.

## Composition et période de constitution
Le trésor de Misrata est constitué de plus de 108 000 items de nummi de la période impériale, frappées entre les années 294 et 333. Elles sont composés d'alliages de cuivre, de plomb et d'étain, enrichis d'argent dans la patine superficielle. Certains de ces nummi sont de type inconnu, inédit ou très rare.
Le monnayage remonte donc aux périodes de la Tétrarchie (fin du IIIe siècle) et des guerres civiles de la Tétrarchie (306-324), une phase très mouvementée de l'époque impériale de l'histoire romaine, déjà marquée par l'anarchie militaire et la Crise du troisième siècle.

## Le trésor de Misrata dans le contexte d'instabilité politique et économique entre lesIIIeetIVesiècles
Le contexte d'instabilité politique et économique de l’époque a eu un profond impact sur la vie de l’empire, fidèlement reflété par les nummi de Misrata.
L'instabilité économique est visible dans les caractéristiques extérieures des pièces monétaires, dont le poids, initialement de 12 grammes, diminue à 2,5 grammes, et s'accompagne d'une diminution de leur teneur en argent, qui se réduit au cours de la période, passant d'un taux initial de 4,5% à 1,5% pour les pièces de monnaie les plus récentes. Les deux phénomènes témoignent des graves effets que la forte inflation qui sévit alors dans l’Empire romain a dû avoir pendant les années d’accumulation du trésor.
L'objectif même de constitution du trésor est lié au contexte politique de cette période et aux difficultés de maintien des frontières de l'Empire : il est en effet jugé probable que sa constitution visait à financer les troupes mercenaires utilisées pour défendre le Limes africain.
Les nummi de Misrata reflètent également d'autres problèmes politiques essentiels. On y retrouve les traces des visées sécessionnistes de Domitius Alexander, qui gouverne un temps la province d'Afrique en tant que vicaire du préfet du prétoire : certaines monnaies sont en effet frappées à son nom.

## Découverte et analyse scientifique
Le trésor a été découvert à 18 km à l'ouest de Misrata, dans la localité de Rimal Zariq, à hauteur de Dafniya (en) le 17 février 1981. Les pièces de monnaie étaient placées dans des amphores ensevelies dans la cour d'un bâtiment abandonné qui avait subi un incendie comme en témoignent les couches de cendres retrouvées.
Il est conservé au Musée archéologique national de Leptis Magna, a été restauré et étudié in situ, via des techniques non destructives et selon des protocoles spécifiques, par une équipe italienne de chercheurs de l'Institut de technologies appliquées au patrimoine culturel du Conseil national de la recherche, sous la direction de Salvatore Garraffo, directeur de l'Institut. Ont également participé au chantier l'IBAM-CNR (Institut du patrimoine archéologique et monumental) de Lecce - Potenza - Catane, l'Istituto nazionale di fisica nucleare, et les départements de chimie des universités de Catane et de Gênes.
Une base de données de pièces monétaires a été créée à l'Institut de technologies appliquées au patrimoine culturel, elle comporte des images en 2D et, il est également prévu d'en générer en 3D  : l'archive, en cours de réalisation, couvre 68 000 des 108 000 pièces du trésor.